# Eustomias pyrifer
Eustomias pyrifer és una espècie de peix de la família dels estòmids i de l'ordre dels estomiformes.

## Hàbitat
És un peix marí i d'aigües tropicals que viu fins als 50 m de fondària.

## Distribució geogràfica
Es troba a les Illes Verges Americanes.